# Duvet

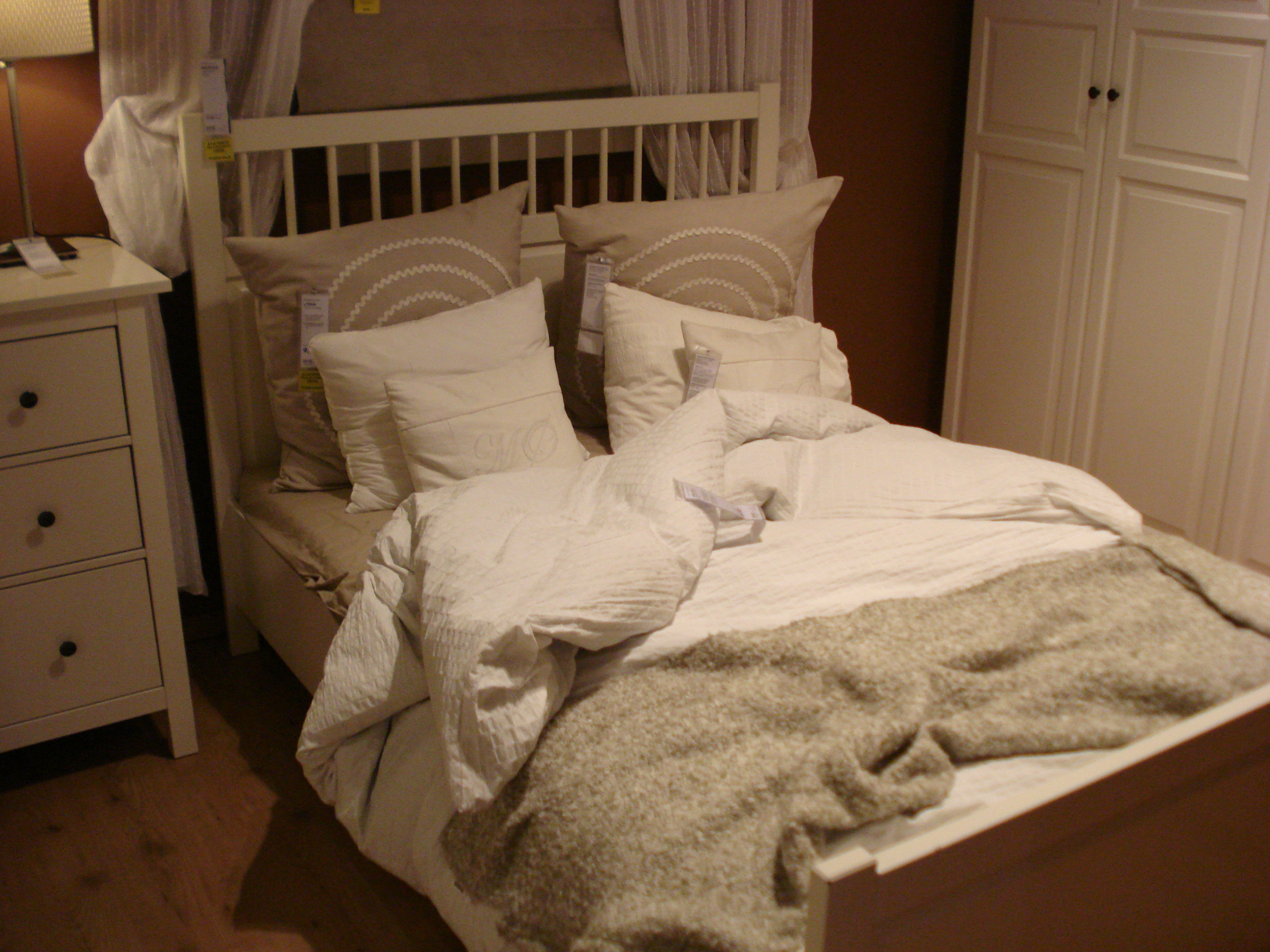
Giường với chăn duvet

Duvet là loại chăn có độ dày và ấm, bên trong được nhồi đầy lông vũ hoặc bông mềm. Loại chăn này có phần vỏ và ruột dễ dàng tách rời nên ở các khách sạn hiện nay, duvet được ưa dùng nhiều hơn vì chúng có thể dễ dàng tháo rời để vệ sinh, giặt giũ. Duvet cover là thuật ngữ dùng để chỉ lớp vỏ bên ngoài của chăn. Lớp ruột của chăn rất khó giặt và chi phí rất tốn kém nên vì vậy lớp vỏ bên ngoài có tác dụng bảo vệ cho lớp ruột bên trong luôn sạch sẽ.. Duvet cover chính là một trong những tiêu chuẩn thiết yếu để khách hàng đánh giá chất lượng dịch vụ tại khách sạn đó.

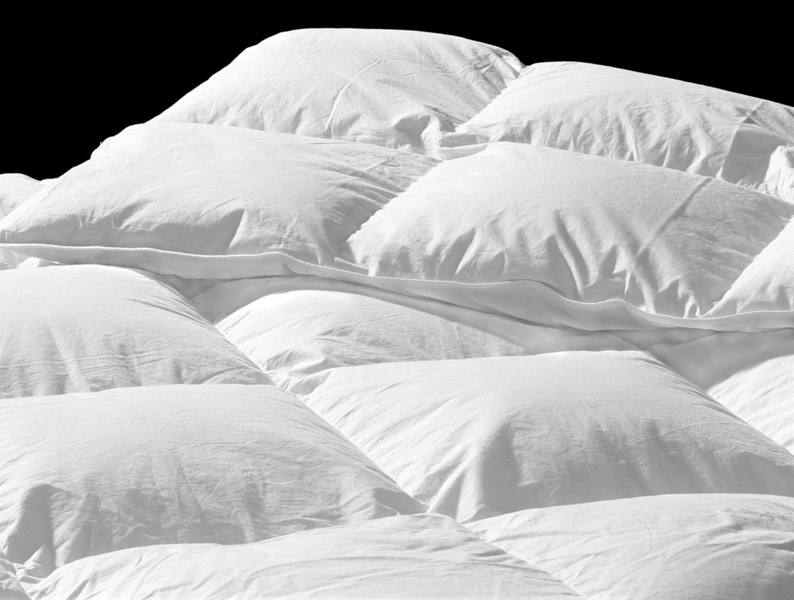
Chăn duvet với vỏ chăn (Duvet cover)

Duvet và comforter đều là những từ dùng để chỉ cái chăn sử dụng trong phòng ngủ ở các khách sạn, vì vậy thường hay bị nhầm lẫn với nhau. Duvet cover có phần vỏ và ruột tách rời, comforter thì không (vỏ và ruột không thể tách rời), vì vậy việc giặt giữ, vệ sinh comforter rất khó khăn và tốn kém. Do đó, hiện nay duvet cover được sử dụng nhiều hơn comforter.